# Johann von Henriquez
Johann Nepomuk von Henriquez (16. května 1861 Bjelovar – 12. ledna 1924 Budapešť) byl rakousko-uherský generál. Jako absolvent vojenské akademie sloužil v c. k. armádě od roku 1881, byl štábním důstojníkem a posádkovým velitelem na různých místech monarchie v Uhrách, Čechách a Sedmihradsku. Za první světové války byl v hodnosti polního podmaršála divizním velitelem na východní frontě a zúčastnil se bitvy o Halič. Později byl velitelem armádního sboru a v roce 1916 dosáhl hodnosti generála pěchoty. V roce 1917 byl převelen na italskou frontu a zúčastnil se bojů na Soči (bitva u Caporetta). Po zániku monarchie byl odeslán do penze (1919). 

## Životopis

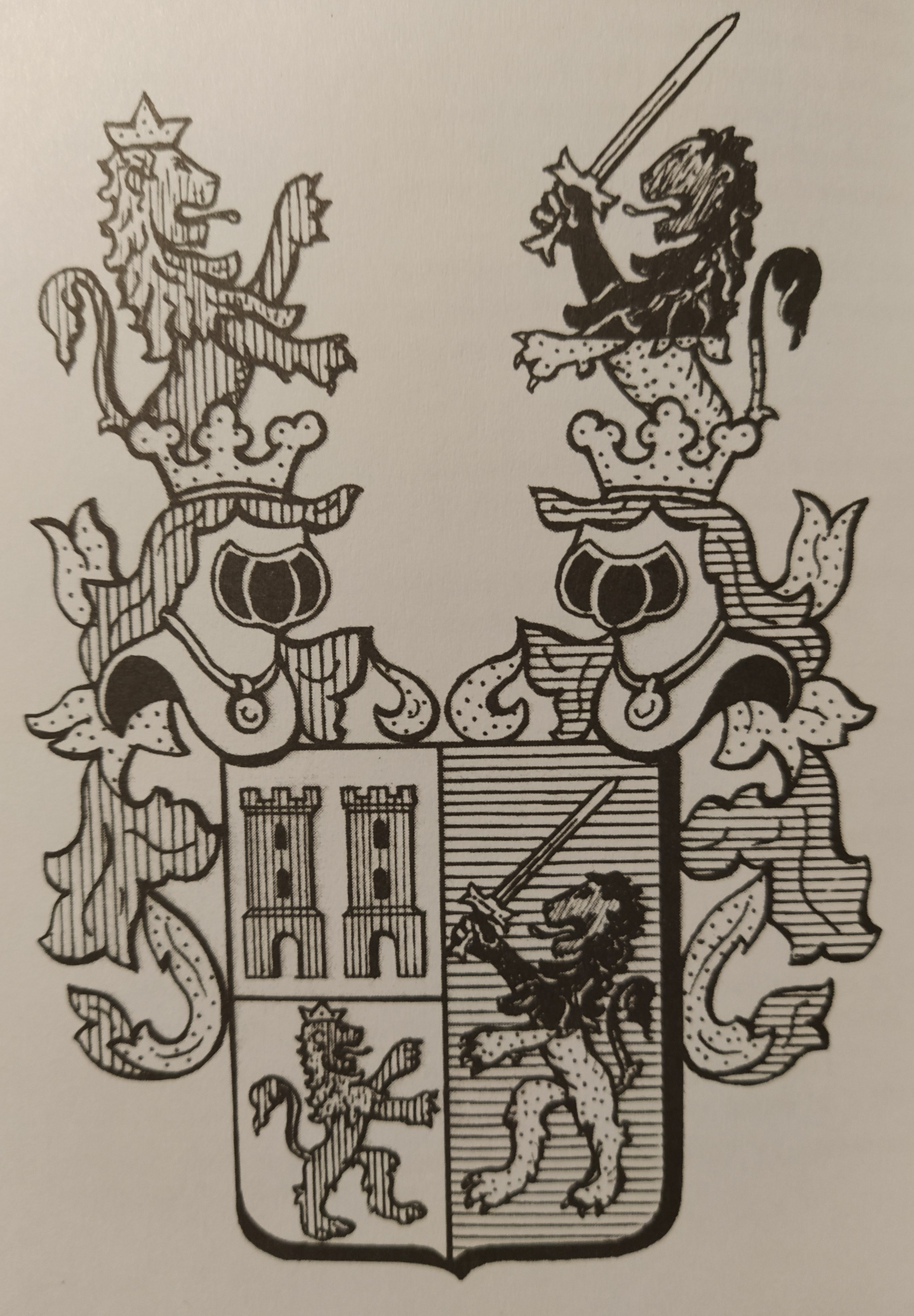
Erb rodiny von Henriquez

Měl původ ve španělské rodině, která v 18. století ve službách Karla VI. přesídlila do habsburské monarchie. Narodil se jako nejmladší syn polního podmaršála Gustava Henriqueze (1810–1869), povýšeného v roce 1850 do šlechtického stavu. Středoškolské vzdělání absolvoval v Olomouci, v letech 1878–1881 studoval na Tereziánské vojenské akademii ve Vídeňském Novém Městě. Do aktivní služby v armádě nastoupil v hodnosti poručíka k 17. praporu polních myslivců v Těšíně a Brně. V letech 1884–1886 si doplnil vzdělání na Válečné škole (K.u.k. Kriegschule) ve Vídni a poté byl v hodnosti nadporučíka zařazen do sboru důstojníků generálního štábu. Současně byl přidělen k 55. pěší brigádě v Klagenfurtu. V hodnosti kapitána (1890) byl jako štábní důstojník přeložen k 9. armádnímu sboru do Josefova, poté sloužil v Bystrici a od roku 1893 u 4. armádního sboru v Budapešti. V roce 1896 dosáhl hodnosti majora, následně vystřídal službu jako šéf štábu u 34. pěší divize v Temešváru a 31. pěší divize v Budapešti. V hodnosti podplukovníka (1899) byl převelen k 82. pěšímu pluku, kde strávil následujících deset let.
V roce 1904 byl povýšen do hodnosti plukovníka a stal se velitelem 82. pěšího pluku, u kterého sloužil již předtím několik let. V roce 1909 byl přeložen jako velitel 17. pěší brigády do Prahy a téhož roku byl povýšen na generálmajora. V Praze zároveň působil jako ředitel důstojnické školy. V roce 1912 byl povýšen do hodnosti polního podmaršála a stal se velitelem 17. pěší divize ve Velkém Varadíně.

### První světová válka

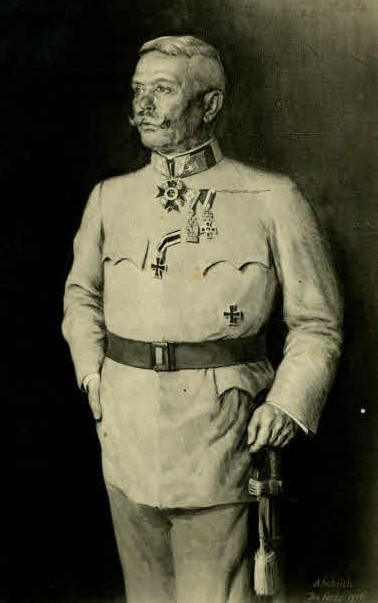
Generál Johann von Henriquez

Na začátku první světové války byl se svou divizí začleněn do 4. armády generála Meixnera určené původně k invazi do Srbska, k tomu ale nedošlo. Ještě v létě 1914 byl Henriquez přeložen na východní frontu v rámci 2. armády generála Böhm-Ermolliho a zúčastnil se bojů v Haliči. Ze zdravotních důvodů Henriquez v listopadu 1914 dočasně rezignoval na aktivní službu a vzdal se velení divize. Do války byl povolán znovu v červenci 1915 jako velitel 15. pěší divize, již v srpnu byl pověřen velením armádního sboru, který dočasně nesl jeho jméno (Korps Henriquez). V září 1915 pak převzal velení 12. armádního sboru, v jehož čele vedl další boje na východní frontě. K datu 1. května byl povýšen do hodnosti generála pěchoty. V létě 1917 byl odeslán na italskou frontu, kde získal velení nad 2. sočskou armádou složenou ze dvou armádních sborů a několika dalších jednotek. V čele armády se v součinnosti s německým vojskem podílel na vítězství u Caporetta (1917). Po dalších bojích a rakousko-uherských ztrátách byla 2. sočská armáda rozpuštěna a sloučena s 1. sočskou armádou pod velením generála Wurma. Henriquez byl v lednu 1918 přeložen do Velkého Varadína, kde zůstal do konce války. V armádě byl penzionován k datu 1. ledna 1919 a od té doby žil v soukromí v Budapešti, kde také zemřel. 

## Tituly a ocenění
Od narození byl uživatelem šlechtického titulu rytíř (Ritter von Henriquez). Jako velitel armádního sboru byl v roce 1916 jmenován c. k. tajným radou s nárokem na oslovení Excelence. Během vojenské kariéry získal řadu vyznamenání v Rakousku-Uhersku i v zahraničí.

### Rakousko-Uhersko
- Jubilejní pamětní medaile (1898)
- Vojenský jubilejní kříž (1908)
- Řád železné koruny III. třídy (1908)
- Mobilizační kříž (1913)
- Řád železné koruny II. třídy s válečnou dekorací (1915)
- rytířský kříž Leopoldova řádu s válečnou dekorací (1915)
- Vyznamenání za zásluhy o Červený kříž (1916)
- Řád železné koruny I. třídy s válečnou dekorací (1916)
- komturský kříž Leopoldova řádu s válečnou dekorací (1917)
- velkokříž Leopoldova řádu s válečnou dekorací (1917)

### Zahraničí
- rytířský kříž Řádu rumunské hvězdy (Rumunsko, 1897)
- Řád lva a slunce II. třídy (Persie, 1900)
- Železný kříž II. třídy (Německo, 1916)
- Vojenský záslužný řád I. třídy (Bavorsko, 1916)
- Železný kříž I. třídy (Německo, 1917)
- velkokříž Řádu Albrechtova (Sasko, 1917)
- Řád pruské koruny III. třídy (Německo, 1918)

## Rodina
V rakousko-uherské armádě sloužili i Johannovi starší bratři, z nich Karl (1852–1931) a Heinrich (1856–1926) dosáhli hodnosti generálmajora. Nejmladší ze sourozenců byla sestra Zuzana (* 1864), manželka polního podmaršála Augusta Hofmanna von Donnersberg (1847–1903). Johannovi bratranci Alfons von Henriquez (1831–1912) a Camillo von Henriquez (1833–1915) sloužili u c. k. námořnictva a oba dosáhli hodnosti kontradmirála.